# Rublacedo de Abajo
Rublacedo de Abajo es la denominación de una localidad y de un municipio (código INE-327), en el partido judicial de Briviesca, comarca de Bureba, provincia de Burgos, Castilla la Vieja, hoy comunidad autónoma de Castilla y León (España). 

## Geografía
Al este de La Bureba en la carretera de Poza (BU-V-5021), punto de inicio de la también local BU-V-5104 que nos conduce hacia Briviesca.
Tiene un área de 39,30 km² con una población de 34 habitantes (INE 2007) y una densidad de 0,87 hab/km².

### Núcleos de población
Rublacedo de Abajo es la capital del municipio, que cuenta además con la localidad de Rublacedo de Arriba, por lo que este municipio es conocido como Los Rublacedos.

### Municipios limítrofes
- Al norte con Carcedo de Bureba
- Al este con Rojas
- Al sur con Galbarros y Monasterio de Rodilla
- Al oeste con Merindad de Río Ubierna

## Demografía
Rublacedo de Abajo cuenta con una población de 36 habitantes (INE 2024).
| Gráfica de evolución demográfica de Rublacedo de Abajo entre 1842 y 2021 |
| |
| Población de derecho según los censos de población del INE. Población de hecho según los censos de población del INE.Entre el censo de 1857 y el anterior, crece el término del municipio porque incorpora a Rublacedo de Arriba. |

| 1991 |  | 1996 |  | 2001 |  | 2004 |  | 2007 |
| ---- |  | ---- |  | ---- |  | ---- |  | ---- |
| 41   |  | 42   |  | 39   |  | 40   |  | 34   |

## Historia
Villa en la cuadrilla de Rojas, una de las siete en que se dividía la Merindad de Bureba perteneciente al partido de Bureba. Jurisdicción de realengo con regidor pedáneo.
A la caída del Antiguo Régimen queda constituida en ayuntamiento constitucional del mismo nombre, en el partido de Briviesca, región de Castilla la Vieja, contaba entonces con 79 habitantes.

## Parroquia
Iglesia parroquial católica de San Andrés Apóstol en el Arcipestrazgo de Oca-Tirón, diócesis de Burgos.
 Dependen la localidad de Rublacedo de Arriba: